# Ion Cupen
Ion Cupen (n. 15 aprilie 1941, București, România – d. 23 mai 2014, București, România) a fost un jurnalist sportiv român.

## Biografie
Ion Cupen s-a născut la data de 15 aprilie 1941 în București. În 1961 a debutat în presă, în calitate de colaborator al revistei Viața Studențească. Apoi a fost corespondent al cotidianului Sportul și al revistei Fotbal. În 1967 s-a angajat redactor la revista Fotbal. În continuare, a lucrat ca redactor-principal la Gazeta Sporturilor, Sportul Românesc, Ziua și Sport XXI. În 1997 a devenit editorialist și editor senior la cotidianul Prosport. Pe parcursul carierei sale de jurnalist, a abordat aproape toate genurile publicistice: cronica, reportajul, interviul, comentariul, eseul, dovedind un deosebit talent în „tehnica scrisului de culoare”. A conceput cărți cu tematică sportivă: Constelația valorilor sportive (în colaborare cu Mihai V. Ionescu) și Confesiunile unui veteran al gazonului, carte dedicată fostului jucător simbol al Universității Cluj, Remus Câmpeanu. În anul 1996 i s-a decernat pentru prima oară Premiul Presei Scrise, de către Asociația Presei Sportive din România, primindu-l apoi în mai multe rânduri. A fost considerat unul dintre cele mai valoroase condeie ale presei sportive românești. A decedat la 23.05.2014, fiind îngropat în cimitirul Mărcuța din București, alături de soția sa, Valeria, decedată cu patru ani mai devreme.

## Cărți publicate
- Constelația valorilor sportive (Ed. Militară, 1972) – împreună cu Mihai V. Ionescu
- Confesiunile unui veteran al gazonului (Ed. Sport-Turism, 1978)